# Condado de Kittitas
El condado de Kittitas es uno de los 39 condados del estado estadounidense de Washington.
En el año 2000 la población era de 33.362 habitantes. Su capital es Ellensburg, que es además la ciudad más grande del condado.
Hay varias interpretaciones del nombre, que proviene del lenguaje de los indios Kittitas. De acuerdo a una fuente, el nombre "fue usado para significar desde tiza blanca a roca pizarra o gente de la barra y también tierra de plenitud. La mayoría de los antropólogos e historiadores coincide en que cada interpretación tiene algo de validez, dependiendo del dialecto particular hablado."
El condado de Kittitas fue fundado en 1884.

## Comunidades reconocidas por el censo
- Cle Elum
- Easton
- Ellensburg
- Kittitas
- Ronald
- Roslyn
- Snoqualmie Pass
- South Cle Elum
- Thorp
- Vantage

### Otras comunidades
- Doris
- Liberty
- Rocklyn
- Suncadia
- Teanaway
- Thrall